# Wilfrid Lucas
Wilfrid Lucas, né à Caen le 29 septembre 1882 et mort le 7 mai 1976 à Ballainvilliers (Essonne), est un poète français, qualifié par Georges Chapier d'« homme du Moyen Âge attardé dans le XXe siècle ».

## Biographie
Il publie un recueil de poésies, puis entreprend un immense cycle "épique, marial et visionnaire". Ses immenses poèmes en vers réguliers, qui retracent la Genèse et multiplient les variations sur le credo chrétien, seraient tout a fait ennuyeux si, çà et là, quelque baroquisme ne se mêlait à leur laborieuse application.
Après quatre couronnements partiels (dont le prix Archon-Despérouses en 1947), l'Académie française a couronné l'ensemble de son œuvre en juin 1950 et décerné en 1955 le prix Auguste-Capdeville pour l'Ensemble de son œuvre poétique.
Son portrait par Pino della Selva est conservé au Musée d'art moderne et contemporain de Strasbourg.
Il est membre de l'Académie des sciences, arts et belles-lettres de Caen.

## Œuvres
- Les Roses s'ouvrent (Figuière, 1911).
- Marie de Magdala (musique de Henri Nibelle), pièce biblique (1921-1923)
- La Cité bleue (1926), prix Catulle Mendès[5]
- La Route de lumière (Figuière, 1927)
- Les Cavaliers de Dieu (Figuière, 1935), prix Artigue de l'Académie française en 1936
- L'Évangile du soir (Didier, 1947)
- Le Grand Voilier des âges (Beauchêne 1952)
- Le Porche de la mer (Beauchêne, 1954)
- La Couronne de joie (Beauchêne, 1958)
- Au soir des roses : dernières poésies, Beauchesne, 1976
- Mémoires, préface du docteur André Soubiran, Beauchêne, 1967.

## Prix littéraire
Tous les ans, la Société des poètes et artistes de France attribue un « Grand Prix de Poésie Wilfrid Lucas » :
- 2010 : Bernadette Arnaud pour son recueil Au rythme des saisons.
- 2011 : Max-Firmin Leclerc pour son recueil Le Cap des Trente (éditions Florilège).
- 2012 : Dominique Simonet pour son recueil À quatre temps.

## Distinctions
- Croix de guerre 1914-1918[5]

## Sources
- Jean Rousselot. Dictionnaire de la poesie francaise contemporaine 1968, Auge, Guillon, Hollier -Larousse, Mooreau et Cie.-Librairie Larousse, Paris